# ثالوث صدمة الموت
ثالوث صدمة الموت (بالإنجليزية Trauma triad of death) . هو مصطلح طبي يصف تلازم ثلاثة أعراض خطيرة وهي انخفاض حرارة الجسم (hypothermia) ، زيادة الحموضة في الدم (حماض أيضي) , واعتلال خثري (coagulopathy).ترتبط هذه الأعراض الثلاثة بعلاقة طردية؛ فكل عامل يمكن أن يساعد في تفاقم العوامل الأخرى. وتتواجد الأعراض عادة في المرضى الذين أصيبوا بإصابات خطيرة .ويؤدي ذلك إلى ارتفاع كبير في احتمالية الوفاة .ولابد من التدخل الطبي السريع للسيطرة على هذه الأعراض.

## طريقة الحدوث
يؤدي النزيف الشديد الناتج عن إصابة ما إلى نقص وصول الأكسجين إلى الأنسجة، وبالتالي يؤدي ذلك إلى انخفاض درجة حرارة الأنسجة ووقف عمليات التجلط (التي يقوم بها الجسم تلقائيًا لوقف النزيف ) فيستمر النزيف ويقل وصول الأكسجين والمواد الغذائية للأنسجة، فتقوم الأنسجة بحرق الأكسجين القليل بطريقة لاهوائية والتي ينتج عنها تراكم حمض اللاكتيك وجسميات الكيتون ومواد آخرى ذات تأثير حمضي وانتشار هذه المواد في الدم مما يقلل درجة حموضة الدم (أس هيدروجيني) والذي من شأنه إحداث ضرر شديد بالأنسجة والأعضاء وأهمها عضلات القلب، وبضعف عضلة القلب يقل ضخ الدم في الشرايين وبالتالي يقل وصوله إلى الأنسجة حاملًا الاكسجين وهكذا تستمر الثلاث عمليات في دائرة مغلقة.